# قيق
القيق أو الزِرْياب أو أبو زُريق هي مجموعة من الطيور تنتمي إلى فصيلة الغرابيَّات وتضمُّ عدداً من العصافير متوسطة الحجم التي عادة ما تكون زاهية الألوان ومثيرة للضجَّة. يُوجد تشابه كبير في العلاقات التطورية ما بين القيق وطائر العقعق المنتمي إلى نفس الفصيلة (الغرابيات). فعلى سبيل المثال يبدو أن العقعق الأوراسي يَملك قرابة أقوى مع القيق الأوراسي ممَّا هي الحال مع العقعق الأزرق أو الأخضر، فيما أن القيق الأزرق ليس مرتبطاً بقوة بكلا المجموعتين (لا القيق ولا العقعق).

## التصنيف
لا تُصنَّف جميع الطيور التي تسمى بالقيق تحت بند أصنوفة واحدة علمياً، إنما تتوزع على عدد كبير من الأجناس ضمن فصيلة الغرابيات، وهذه الأجناس بدورها تنقسم إلى عشرات الأنواع التي عادة ما تُوزَّع على ثلاث مجموعات رئيسية كالآتي (وأحياناً تسمى المجموعة الأولى - قيق العالم القديم - بـ«القيق البني» والمجموعة الثالثة - قيق العالم الجديد - بـ«القيق الأزرق»):
قيق العالم القديم:
- القيق الأوراسي.
- القيق أسود الرأس.
- القيق اللدثي.
- قيق الأرض المنغولي.
- قيق الأرض الشرق تركستاني.
- قيق الأرض التركستاني.
- قيق الأرض الفارسي.
- بيابياك.

القيق الرماديّ
- القيق الرمادي.
- القيق السيبيري.
- القيق السيشواني.

قيق العالم الجديد
- القيق الأزرق.
- قيق الأحراش الفلوريدي.
- قيق الأحراش الغربي.
- قيق أحراش الجزر.
- القيق المكسيكي.
- القيق أوحد اللون.
- قيق الصنوبر.
- القيق طويل العرف.
- قيق العقعق أسود الحنجرة.
- قيق العقعق أبيض الحنجرة.
- القيق أسود الصدر.
- القيق ذو الشعر.
- القيق الأخضر.
- القيق البني.
- القيق كث العرف.
- قيق سان بلاس.
- قيق يوكوتان.
- القيق البنفسجي.
- القيق بنفسجي الظهر.
- القيق ذو العرف.
- القيق ملفوف العرف.
- القيق اللازوردي.
- القيق الفيولاسوزي.
- القيق حليق العرف.
- القيق لازوردي العنق.
- القيق الحريف.
- القيق بلشي العرف.
- القيق أبيض العنق.
- القيق أبيض الذيل.
- القيق المطوق الأسود.
- القيق التركوازي.
- القيق المطوق الأبيض.
- القيق لازوردي القلنسوة.
- القيق الجميل.
- القيق أسود الحنجرة.
- القيق فضي الحنجرة.
- القيق أبيض الحنجرة.
- القيق القزم.